# William Humphrey (écrivain)
Pour les articles homonymes, voir William Humphrey et Humphrey.
William Humphrey (18 juin 1924 - 20 août 1997) est un romancier américain dont les livres évoquent la vie rurale au Texas.

## Notice biographique
Né à Clarksville, Texas, en 1924, Humphrey va habiter à Dallas à l’âge de 13 ans après la mort de son père dans un accident de voiture. Il suit les cours de la Southern Methodist University et de l’University of Texas mais n’en obtient aucun diplôme.
Humphrey a enseigné à Bard College, New York, avant de démissionner pour se consacrer à l’écriture de ses livres. Il est mort en 1997 d’un cancer du larynx.

## Œuvre
William Humphrey est l’auteur de treize livres, dont cinq romans et plusieurs recueils de nouvelles. Son premier roman, Home from the Hill (L’adieu du chasseur), a été adapté au cinéma en 1960 dans le film  Celui par qui le scandale arrive, réalisé par Vincente Minnelli et interprété par Robert Mitchum et Eleanor Parker.

### Romans et nouvelles (édition originale et traduction en français)
- The last Husband and other stories (nouvelles), 1970
  - Trad. Jean Lambert, Une neige toute fraîche, Gallimard « Du monde entier », 1998
- Home from the Hill, 1957
  - Trad. Jean Lambert, L’adieu du chasseur, Gallimard « Du monde entier », 1960
- The Ordways, 1965
  - Trad. Jean Lambert, Les Pionniers du Texas, Gallimard « Du monde entier », 1968
- A Time and a Place (nouvelles), 1968
  - Trad. Jean Lambert, Maurice-Edgar Coindreau, D’un temps et d’un lieu, Gallimard « Du monde entier », 1972
- Proud Flesh, 1973
  - Trad. Jean Lambert, Les liens du sang, Gallimard « Du monde entier », 1975
- Farther Off From Heaven, 1977
  - Trad. Jean Lambert, Plus loin du ciel, Gallimard « Du monde entier », 1979
- Hostages to Fortune, 1984
  - Trad. Jean Lambert, Otages du destin, Gallimard « Du monde entier », 1986
- No Resting Place, 1989
  - Trad. Jean Lambert, La piste des larmes, Gallimard « Du monde entier », 1991
- September Song (nouvelles), 1992
  - Trad. Jean Lambert, Chanson d’automne, Gallimard « Du monde entier », 1995

### Essais (édition originale et traduction en français)
- The Spawning Run, 1970
  - Trad. Jean Lambert, La course amoureuse, Gallimard « Du monde entier », 1984 ; éd. augmentée, 2003
- My Moby Dick, 1978  — Récit de pêche à la truite dans les montagnes du Massachusetts, une truite trop grosse pour être pêchée, parodiant le mode épique.

### Correspondance
Loin du Texas. Lettres choisies (édition Ashby Bland Crowder), traduction de Juliette Bourdin, Gallimard « Arcades », 2013

### Études biographiques
- Mark Royden Winchell, William Humphrey, Boise State University, 1986
- Ashby Bland Crowder, Wakeful Anguish: A Literary Biography of William Humphrey, Louisiana State University Press, 2004